# Buchner Weiher
Der Buchner Weiher, auch Unterbuchener Weiher genannt, ist ein Kleinsee etwa 200 Meter westlich des Dorfes Unterbuchen, einem Ortsteil der Gemeinde Bad Heilbrunn im oberbayerischen Landkreis Bad Tölz-Wolfratshausen. Der See hat keinen Zufluss. Er entwässert über den Heubach, später Reindlbach und schließlich die Loisach.
Der See besitzt eine gute Wasserqualität und ist zum Baden geeignet.
Der Buchner Weiher ist als Naturdenkmal ausgewiesen.